# ملله
ملله (به سوئدی: Mölle) یک منطقهٔ مسکونی در سوئد است که در بخش هوگناس واقع شده‌است. ملله ۰٫۷۲ کیلومتر مربع مساحت و ۷۱۵ نفر جمعیت دارد.